# Muhammad al-Mahdī as-Sanūsī

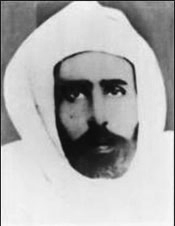
Muhammad Al Mahdi bin Sayyid Muhammad es Senussi

Muhammad ibn Muhammad al-Mahdī as-Sanūsī, auch es Senussi (arabisch محمد بن محمد المهدي السنوسي, DMG Muḥammad ibn Muḥammad al-Mahdī as-Sanūsī, * 1844 in al-Bayda; † 1. Juni 1902 in al-Kufra) war von 1859 bis zu seinem Tode der Anführer des libyschen Sanussiya-Ordens.

## Herkunft
Muhammad al-Mahdi war der Sohn des Ordensgründers Muhammad as-Sanussi. Er wurde in al-Bayda in der Cyrenaika im Nordosten Libyens geboren, wo sein Vater seit 1843 einen religiös orientierten, stark prosperierenden Ordensstaat begründet hatte. 1856 waren die Senussi vom Osmanischen Statthalter der Cyrenaika gezwungen worden ihr bisheriges Ordenzentrum in al-Bayda zu verlassen und in die 500 km südöstlich gelegene Oase al-Dschaghbub zu verlegen.

## Der Ordensstaat in al-Dschaghbub (1859–1895)
Muhammad al-Mahdi übernahm nach dem Tod seines Vaters 1859 die Führung des Sanussiya-Ordens. Er ließ al-Dschaghbub zum neuen religiösen und politischen Zentrum der Bruderschaft ausbauen, in den Folgejahren entstanden so eine islamische Universität, ein Herrscherpalast und zahlreiche Moscheen. Muhammad al-Mahdis fünfte Ehefrau Aisha bint Ahmad al-Syrte gebar hier 1890 seinen Sohn Sidi Muhammad Idris al-Mahdi al-Senussi, der später als Idris I. König von Libyen wurde.
In Dschaghbub war der Orden von der konkurrierenden osmanischen Verwaltung befreit und konnte dies für die Erweiterung seines religiösen und politischen Einflusses erheblich nutzen. Dabei profitierte Muhammad al-Mahdi davon, dass er von vielen seiner Anhänger als die Wiederkunft des Mahdi verehrt wurde, auch wenn er dies wohl nicht selbst aktiv propagierte. Als er 1883 von Muhammad Ahmad, der sich selbst im Sudan zum Mahdi ausgerufen hatte, aufgefordert wurde, sich dem dortigen Mahdi-Aufstand anzuschließen, lehnte er dies ab.
Im Jahr 1895 ließ Muhammad al-Mahdi das Ordenszentrum erneut verlegen, da er neue Feindseligkeiten des osmanischen Statthalters befürchtete. Darüber hinaus sollte durch die Verlegung nach Süden eine größere Nähe zu den dortigen Missionsgebieten erreicht werden.

## Der Ordensstaat in Kufra (1895–1902)
In den Kufra-Oasen, die abgeschieden in der östlichen Sahara liegen, entstand das neue religiöse und politische Zentrum der Bruderschaft. Muhammad al-Mahdi ließ oberhalb der Oase das Fort al-Tag erbauen, das eine Zaouia und eine Moschee beinhaltet.
Von Kufra aus kontrollierten sie fast die gesamte Libysche Wüste und große Teile der Ostsahara. In dieser Zeit war die Sanussiya für die Kultivierung und Islamisierung der Südostsahara und der angrenzenden Sahelzone von größter Bedeutung. Vor allem in diesen Bereichen entstanden zahlreiche neue Ordensniederlassungen, die als regionale Zentren der religiösen und wirtschaftlichen Entwicklung fungierten, so z. B. in Wadai und Darfur aber auch bis nach Kanem und an den Tschadsee. Die Zahl der Niederlassungen wuchs von 121 im Jahr 1884 auf über 150 zu Beginn des 20. Jahrhunderts an.
Kufra wurde zum bedeutendsten Handelszentrum der Region für den Karawanenhandel. Von großer Bedeutung war dabei die Kontrolle des bedeutenden Karawanenweges von Bengasi über Kufra nach Wadai, der als einzige bedeutende Transsahara-Route vollständig außerhalb der Kontrolle der europäischen Mächte lag. Auf diesem Weg wurden deshalb vor allem Sklaven aus der Sahelzone an das Mittelmeer gebracht, während im Gegenzug vor allem ältere europäische Schusswaffen nach Süden verhandelt werden konnten.
Als 1900 französische Kolonialtruppen nach Kanem vorstießen, sah der Orden seine religiösen, wirtschaftlichen und politischen Interessen dort bedroht. Muhammad al-Mahdi beauftragte deshalb seinen Neffen Ahmad asch-Scharif mit der Führung der Ordenstruppen dort. Unter anderem kämpfte Umar al-Muchtar, der spätere Anführer der libyschen Widerstandsbewegung gegen die italienischen Kolonialtruppen, dort in seinen Reihen.
Als Mohammad al-Mahdi am 1. Juni 1902 starb, ernannte er Ahmad asch-Scharif zu seinem Nachfolger, da sein Sohn Mohammad Idris zu diesem Zeitpunkt erst 12 Jahre alt war.
Das Grab von Muhammad Al Mahdi befindet sich in al-Tag und wird als heiliger Ort der Sanussiya verehrt.